# Vanessa da Mata canta Tom Jobim
Vanessa da Mata canta Tom Jobim é o quinto álbum de estúdio da cantora e compositora brasileira Vanessa da Mata, lançado em 4 de julho de 2013 pela Sony Music.

## Antecedentes e produção
Foi confirmado no final de fevereiro de 2013 que Vanessa estaria envolvida no projeto "Nívea Viva Tom", homenageando Tom Jobim. Originalmente, a cantora fez uma mini-turnê por seis capitais do Brasil fazendo shows gratuitos entre abril e junho do mesmo ano .
Em junho de 2013, a cantora confirmou o lançamento de um álbum para o mês de julho do mesmo ano, servindo de registro para a turnê. A promoção foi feita com o lançamento do single "Fotografia" . No mesmo mês, a cantora confirmou que iria prosseguir com a turnê por mais algumas cidades. Este novo roteiro incluiu cidades já visitadas, como Recife e Salvador, e outras que ficaram de fora do roteiro original, como Fortaleza, Goiânia e Uberlândia .
Das 23 músicas que fizeram parte do setlist da turnê, 18 foram escolhidas e gravadas em estúdio para o álbum.

## Lista de Faixas
Créditos adaptados do encarte do álbum.
| CD             |                            |                                      |         |  |
| N.º            | Título                     | Compositor(es)                       | Duração |  |
| 1.             | "Caminhos Cruzados"        | Antônio Carlos Jobim Newton Mendonça | 2:55    |  |
| 2.             | "Fotografia"               | A.C. Jobim                           | 2:26    |  |
| 3.             | "Só Danço Samba"           | A.C. Jobim Vinicius de Moraes        | 2:27    |  |
| 4.             | "Este Seu Olhar"           | A.C. Jobim                           | 2:50    |  |
| 5.             | "Chovendo Na Roseira"      | A.C. Jobim                           | 3:21    |  |
| 6.             | "Por Causa de Você"        | A.C. Jobim Dolores Duran             | 3:05    |  |
| 7.             | "Eu Sei Que Vou Te Amar"   | A.C. Jobim V. de Moraes              | 2:47    |  |
| 8.             | "Desafinado"               | A.C. Jobim N. Mendonça               | 2:55    |  |
| 9.             | "Sabiá"                    | A.C. Jobim Chico Buarque             | 3:40    |  |
| 10.            | "Dindi"                    | A.C. Jobim Aloysio de Oliveira       | 3:20    |  |
| 11.            | "Wave"                     | A.C. Jobim                           | 2:51    |  |
| 12.            | "Só Tinha de Ser Com Você" | A.C. Jobim A. de Oliveira            | 3:52    |  |
| 13.            | "Falando de Amor"          | A.C. Jobim N. Mendonça               | 3:35    |  |
| 14.            | "Samba de Uma Nota Só"     | A.C. Jobim N. Mendonça               | 2:12    |  |
| 15.            | "Correnteza"               | A.C. Jobim Luiz Bonfá                | 3:02    |  |
| 16.            | "Estrada do Sol"           | A.C. Jobim D. Duran                  | 2:53    |  |
| Duração total: | Duração total:             | Duração total:                       | 48:11   |  |

| Faixas bônus - Edição digital |                    |                         |         |  |
| N.º                           | Título             | Compositor(es)          | Duração |  |
| 17.                           | "Chega de Saudade" | A.C. Jobim V. de Moraes | 3:50    |  |
| 18.                           | "Lamento No Morro" | A.C. Jobim V. de Moraes | 2:29    |  |
| Duração total:                | Duração total:     | Duração total:          | 54:30   |  |

| Críticas profissionais | Críticas profissionais |
| Avaliações da crítica  | Avaliações da crítica  |
| Fonte                  | Avaliação              |
| ---------------------- | ---------------------- |
| Notas Musicais         | link                   |
| Música Estática        | link                   |

## A turnê
Começando originalmente com 6 shows gratuitos, Vanessa decidiu prosseguir com a turnê por mais algumas cidades. A partir do show no Rio de Janeiro, os shows deixaram de ser gratuitos.
O show de Brasília foi gravado e disponibilizado por uma semana no canal do YouTube da marca de cosméticos Nívea. Já o show do Rio de Janeiro foi transmitido ao vivo pelo canal Multishow. O mesmo contou com a participação especial de Caetano Veloso, com quem Vanessa dividiu os vocais em algumas canções.
1. Salvador, dia 21 de abril - Farol da Barra
2. Recife, dia 28 de abril - Parque Dona Lindu
3. Brasília, dia 5 de maio - Parque da Cidade Dona Sarah Kubitschek
4. Porto Alegre, dia 19 de maio - Anfiteatro Pôr do Sol
5. São Paulo, dia 26 de maio - Parque da Juventude
6. Rio de Janeiro, dia 9 de junho - Posto 9 da Praia de Ipanema
7. Salvador, dias 5 e 6 de julho - Teatro Castro Alves
8. Natal, dia 19 de julho - Teatro Riachuelo
9. Fortaleza, dia 20 de julho - Centro Dragão-do-Mar de Arte e Cultura
10. Aracaju, dia 15 de agosto - Espaço Emes
11. Olinda, dia 16 de agosto - Teatro Guararapes
12. Goiânia, dia 23 de agosto - Teatro Rio Vermelho
13. Uberlândia, dia 24 de agosto - Center Convention

## Posições nas paradas
| Parada (2013)       | Melhores posições |
| ------------------- | ----------------- |
| Brasil PMB - Top CD | 2                 |
| Portugal - AFP      | 17                |

## Vendas e certificações
| País / Certificadora | Certificação | Vendas  |
| -------------------- | ------------ | ------- |
| Brasil (PMB) - CD    | Platina      | 100.000 |